# Pavel Roman
Pavel Roman (25 de janeiro de 1943 – 30 de janeiro de 1972) foi um patinador artístico tchecoslovaco. Roman conquistou com Eva Romanová quatro medalhas de ouro em campeonatos mundiais, e duas medalhas de ouro, uma de prata e uma de bronze em campeonatos europeus, e foram uma vez do campeonato nacional tchecoslovaco.
Está sepultado no Cemitério Olšany.

## Principais resultados

### Dança no gelo com Eva Romanová
| Resultados                                            | Resultados      | Resultados    | Resultados    | Resultados        | Resultados       | Resultados      | Resultados      | Resultados    | Resultados    | Resultados    | Resultados    | Resultados    | Resultados    | Resultados    | Resultados    | Resultados    |
| Internacional                                         | Internacional   | Internacional | Internacional | Internacional     | Internacional    | Internacional   | Internacional   | Internacional | Internacional | Internacional | Internacional | Internacional | Internacional | Internacional | Internacional | Internacional |
| Evento/Temporada                                      | 1958– 1959      | 1959– 1960    | 1960– 1961    | 1961– 1962        | 1962– 1963       | 1963– 1964      | 1964– 1965      |               |               |               |               |               |               |               |               |               |
| ----------------------------------------------------- | --------------- | ------------- | ------------- | ----------------- | ---------------- | --------------- | --------------- | ------------- | ------------- | ------------- | ------------- | ------------- | ------------- | ------------- | ------------- | ------------- |
| Campeonato Mundial                                    |                 |               |               | Medalha de ouro   | Medalha de ouro  | Medalha de ouro | Medalha de ouro |               |               |               |               |               |               |               |               |               |
| Campeonato Europeu                                    | 7.º             | 7.º           | 5.º           | Medalha de bronze | Medalha de prata | Medalha de ouro | Medalha de ouro |               |               |               |               |               |               |               |               |               |
| Nacional                                              |                 |               |               |                   |                  |                 |                 |               |               |               |               |               |               |               |               |               |
| Campeonato Tchecoslovaco                              | Medalha de ouro |               |               |                   |                  |                 |                 |               |               |               |               |               |               |               |               |               |
|                                                       |                 |               |               |                   |                  |                 |                 |               |               |               |               |               |               |               |               |               |
| Legenda: Competição não foi disputada nesta temporada |                 |               |               |                   |                  |                 |                 |               |               |               |               |               |               |               |               |               |

### Duplas com Eva Romanová
| Resultados               | Resultados        | Resultados       | Resultados       | Resultados    | Resultados    | Resultados    | Resultados    | Resultados    | Resultados    | Resultados    | Resultados    | Resultados    | Resultados    | Resultados    | Resultados    | Resultados    |
| Internacional            | Internacional     | Internacional    | Internacional    | Internacional | Internacional | Internacional | Internacional | Internacional | Internacional | Internacional | Internacional | Internacional | Internacional | Internacional | Internacional | Internacional |
| Evento/Temporada         | 1956– 1957        | 1957– 1958       | 1958– 1959       |               |               |               |               |               |               |               |               |               |               |               |               |               |
| ------------------------ | ----------------- | ---------------- | ---------------- | ------------- | ------------- | ------------- | ------------- | ------------- | ------------- | ------------- | ------------- | ------------- | ------------- | ------------- | ------------- | ------------- |
| Campeonato Europeu       |                   |                  | 12.º             |               |               |               |               |               |               |               |               |               |               |               |               |               |
| Nacional                 |                   |                  |                  |               |               |               |               |               |               |               |               |               |               |               |               |               |
| Campeonato Tchecoslovaco | Medalha de bronze | Medalha de prata | Medalha de prata |               |               |               |               |               |               |               |               |               |               |               |               |               |